# 新田猫子
新田 猫子（にった ねこ、1978年5月7日 - ）は、岐阜県加茂郡白川町出身で埼玉県さいたま市在住の日本の元女子プロレスラー。
本名、新田 和美（にった かずみ）、身長154cm、体重55kg。

## 所属
- アイスリボン（2011年 - 2015年）

## 経歴
2011年
3月2日、アイスリボン269・イサミレッスル武闘館にて、対さくらえみ戦でデビュー。2月26日にデビューした内藤メアリと共にプロレス教室での1年間の練習を経てデビューすることになった。
3月5日、アイスリボン270・イサミレッスル武闘館にて、対宮城もち戦で初勝利。
5月5日、アイスリボン後楽園ホール大会「GOLDEN RIBBON 2011」にて、猫好きの大石真翔とのタッグチーム「にゃん'sクラブ」（MEN'S CLUBのオマージュ）でタッグトーナメント優勝。
5月18日、アイスリボン292・イサミレッスル武闘館にて、さくらえみ＆Rayが持つインターナショナル・リボンタッグ王座に挑戦するも敗退（パートナーは大石真翔）。
6月29日、アイスリボン303・イサミレッスル武闘館にて、藤本つかさが持つトライアングルリボン王座に挑戦し勝利、初戴冠した（もう一人はRay）。
11月30日、アイスリボン347・イサミレッスル武闘館にて、マサ高梨に敗れトライアングル王座を失う（もう一人は大石真翔）。
2012年
1月25日、アイスリボン362・イサミレッスル武闘館にて、松本都から勝利を収め2度目のトライアングルリボン王座に輝く（もう一人は同王座の先代チャンピオンだったマサ高梨）。
2月5日、アイスリボン横浜ラジアントホール大会「横浜リボン」にて、松本都に敗れトライアングル王座を失う（もう一人は葛西純）。
3月20日、アイスリボン後楽園ホール大会「アイスリボンマーチ2012」にて帯広さやかから勝利。自身3度めのトライアングルリボン王座に返り咲き第12代チャンピオンとなる（もう一人は同王座の先代チャンピオンだったLLPW-X所属のアイガー）。
7月7日、自身も参加するアイスリボン内ユニット「Nキューブ」がプロデュースする興業「99〜1を求めて〜」をイサミレッスル武闘館にて開催する。
- 「にゃんにゃん入り乱れマッチ・ロイヤルランブル30分勝負」に出場。他団体の男性・女性の有名選手たちが参戦し「猫属最強を決める試合」と位置づけ、ライオンを意味する「Leo」をリングネームやキャラクターの由来としているJWP女子プロレス所属のLeonやネコ耳・ネコしっぽのアクセサリーをつけて参戦した松本都、この試合限定でリングネームを「ケニー・オメニャン」と変えたケニー・オメガなど、猫にまつわる総勢6選手の中を勝ち抜き勝者となった。

7月15日、アイスリボン札幌テイセンホール大会「札幌リボン2012」にて藤本つかさとつくしのドロップキッカーズから勝利、インターナショナル・リボンタッグ王座を奪取、第26代チャンピオンとなる。タッグパートナーは松本都。
- タッグパートナーとして松本都を指名するも猫語のアピールも藤本つかさには伝わらず「わかるように日本語で言いなよ」と返され、一瞬の間をおき「みやこ」と日本語で答えた。藤本つかさは「熱意を感じた」としてタッグ結成・タッグ王座への挑戦を認める。

8月19日、アイスリボン新木場1stRING大会「マッスルビーナス4周年記念大会」にて、つくし・くるみ組に敗れインターナショナル・リボンタッグ王座を失う。
8月25日、アイスリボン410・イサミレッスル武闘館にて、ICE×60王座を持つ志田光からタッグマッチながらも直接ピンフォール勝ちを収め、ICEx60王座への挑戦を要求する。
- 従来通りのリング上での猫語によるアピールだったため混乱を招いたが、直筆のイラストやフリー参戦していた紫雷美央の通訳により強い意志が伝わり、無事にICE×60王座を賭けた試合が組まれることになる。

8月29日、アイスリボン411・イサミレッスル武闘館にて、ICE×60選手権試合で志田光に敗退する。同王座の初戴冠はならなかった。
- 試合中のアクシデントにより鼻を痛め、流血しながらの戦いとなった。

2014年
7月21日、藤本つかさの持つICE×∞王座に挑戦するも敗北。
12月7日、地元凱旋興行岐阜リボンを開催しトライアングルリボンを奪取。
2015年
12月31日、後楽園大会で引退。

## 人物
- 蕨の現道場におけるプロレス教室出身レスラー第2号である。
- 内藤メアリとは同じ障害者支援団体にじの会の同僚。その活動の一つとしてバンド「スーパー猛毒ちんどん」を結成し、アコーディオンを担当。
- デビュー3戦目の後楽園大会から猫娘キャラとなり、「ニャー」と鳴きながら端々に猫らしいムーヴを取り入れている。
- 同じプロレス教室出身者である内藤メアリ・成宮真希とともに、3人ともNから始まる苗字のため「Nキューブ」というユニットを結成している（実際の表記は「N^3（Nの3乗）」）。初のプロデュース興業を行った2012年7月7日現在、Nキューブのメンバー3人の年齢を合計すると99歳。
- 人間の言葉をしゃべることもある。プロフィールではお酒を飲むと人間の言葉をしゃべるという。
- プロレスデビュー後、線引きを目的としてTwitterのアカウントを団体のものと職場のものとで分けていたが、2014年に入り統合している。
- 試合後のマイクでは紙に言いたいことを書いて代わりに読んでもらっているかリングに酒を持ってきて飲んでは人間の言葉をしゃべるようになりマイクアピールを行う。またLeonなどのネコ科の選手は猫子の言いたいことがだいたい理解できる。

## タイトル歴
- 第7、9、12代トライアングルリボン王座
- 第26代インターナショナルリボンタッグ王座 ／パートナー松本都

## 得意技
引っ掻き
猫入り十字固め
横入り式十字固め
カサドーニャ
飛びついた後、一旦上体を反らして「ニャー」とアピールを入れるカサドーラ。大会を実況していた村田晴郎命名。
セントーン
キャット空中ニャン回転
フェニックス・セントーン
猫なで式バックブリーカー
変形レイネーラ
ネ・コヒストラル
変形ラ・マヒストラル
バッククラッカー
コード・ブレイカー
猫じゃらしロック
ラ・ケブラーダ
大石真翔と同型。2012年7月15日の札幌リボンにて初公開。タイトルマッチなどの大一番で繰り出す。
凶器攻撃
ハードコアマッチの際、勤務先である障害者施設運営のリサイクルショップにある凶器を使う。
メインアイテムはサンドペーパーと自動車用のホイール（主にフォルクスワーゲン。これをバラモン兄弟のボウリング攻撃の要領で使う）。